# Neder-Oostenrijk
Neder-Oostenrijk (Duits: Niederösterreich; tot 1918 Österreich unter der Enns; 1938-1945 Niederdonau, Beiers: Niedaöstareich) is een deelstaat (Bundesland) van Oostenrijk.
De hoofdstad is sinds 1986 Sankt Pölten, dat tevens de grootste stad van de deelstaat is met 59.767 inwoners (2025). Voor die tijd was Wenen de hoofdstad, hoewel Wenen geen deel uitmaakt van Neder-Oostenrijk.

## Demografie
In januari 2025 had Neder-Oostenrijk 1.727.514 inwoners en een bevolkingsdichtheid van 90 inwoners per km². Daarmee is Neder-Oostenrijk qua inwoneraantal de op een na grootste deelstaat van de negen deelstaten van Oostenrijk.

### Demografische evolutie 1985-2025
(x 1.000 inwoners)
Bron: https://statcube.at/statistik.at/ext/statcube/jsf/tableView/tableView.xhtml

## Geografie
De deelstaat heeft een oppervlakte van 19.177,78 km² en is daarmee qua oppervlakte de grootste deelstaat van Oostenrijk. Net als Opper-Oostenrijk wordt hij onderverdeeld in vier historische kwartieren: het Weinviertel in het noordoosten, het Waldviertel in het noordwesten, het Mostviertel in het zuidwesten en het Industrieviertel in het zuidoosten.

## Ontstaan van Neder-Oostenrijk en zijn hoofdstad
Neder-Oostenrijk werd op 29 december 1921 van Wenen afgescheiden en op 1 januari 1922 officieel een aparte Oostenrijkse deelstaat. De regering en het parlement ("Landtag") van Neder-Oostenrijk bleven nog wel gedurende decennia in de Herrengasse in Wenen vergaderen.
Op 15 februari 1984 maakte de toenmalige gouverneur Siegfried Ludwig (ÖVP) bekend dat het idee om een stad in Neder-Oostenrijk tot hoofdstad te maken weer werd onderzocht en dat er een projectgroep was opgericht om dat te onderzoeken. Hij was er zelf voorstander van. Er was aanvankelijk wel scepsis over het plan bij een gedeelte van de ÖVP en de SPÖ, toen de enige partijen in de Landdag, maar het lukte hem om de anderen van zijn partij te overtuigen en de gelederen te sluiten. Ook burgemeesters van de SPÖ zagen er wel de voordelen van in voor hun stad. In juli 1985 werd de uitkomst van de eerste kosten-baten-analyse bekendgemaakt. De regeringsgebouwen zouden 3 à 4 miljard Schilling kosten (omgerekend 218 à 291 miljoen euro). Van de negen kandidaatsteden vielen er vier af. Op 1 en 2 maart 1986 werd er uiteindelijk een referendum gehouden om al dan niet de nieuwe hoofdstad te kiezen en zo ja welke. De slogan van de verkiezingen was: "Ein Land ohne Hauptstadt ist wie ein Gulasch ohne Saft." (Een land zonder hoofdstad is als een goulash zonder jus). De meeste stemmers (44,63 %) kozen voor St. Pölten als nieuwe hoofdstad. Krems kreeg 29,28 % van de stemmen, Baden 8,17 %, Tulln 5,27 % en Wiener Neustadt 4,11 %. Op 10 juli 1986 werd St. Pölten officieel de hoofdstad van Neder-Oostenrijk. Op 27 april 1997 vergaderde het parlement ("Landtag", landdag) voor de laatste keer in de Herrengasse in Wenen. Op 21 mei 1997 werd het nieuw gebouwde "Landhaus" in St. Pölten in gebruik genomen als het parlementsgebouw van de Landdag van Neder-Oostenrijk.
Het oude gebouw van de Landdag in Wenen is gerenoveerd en heet nu "Palais Niederösterreich" (adres: Herrengasse 13). Het wordt gebruikt voor congressen, cursussen en informatie over Neder-Oostenrijk. Het Oostenrijkse ministerie van buitenlandse zaken gebruikt Herrengasse 13 vanaf de tweede etage en Herrengasse 11 in zijn geheel.

## Onderverdeling
Neder-Oostenrijk is onderverdeeld in vier zelfstandige steden (Statutarstädte) en twintig districten (Bezirke). Tot 2017 waren er 21 districten.

### Zelfstandige steden
- Krems an der Donau
- Sankt Pölten
- Waidhofen an der Ybbs
- Wiener Neustadt

### Districten
- Amstetten
- Baden
- Bruck an der Leitha
- Gänserndorf
- Gmünd
- Hollabrunn
- Horn
- Korneuburg
- Krems-Land
- Lilienfeld
- Melk
- Mistelbach
- Mödling
- Neunkirchen
- Sankt Pölten-Land
- Scheibbs
- Tulln
- Waidhofen an der Thaya
- Wiener Neustadt-Land
- Zwettl

Voormalig district
- Wien-Umgebung

Op 24 september 2015 besloot de Landdag van Neder-Oostenrijk het district Wien-Umgebung op te heffen. De partijen ÖVP, SPÖ en de lijst FRANK stemden vóór de opheffing van het district en de FPÖ en Die Grünen tegen. De gemeenten in dit district kwamen per 1 januari 2017 bij aangrenzende districten.

## Politiek
Neder-Oostenrijk heeft een eigen parlement (de Landdag van Neder-Oostenrijk, die 56 leden telt) en een deelstaatregering met aan het hoofd een gouverneur (Landeshauptmann genoemd).
De Landdag is belast met de wetgeving van de deelstaat, inclusief de grondwet. Tevens werkt de Landdag mee aan de jaarlijkse begroting en controleert zij de regering van Neder-Oostenrijk en het Rekenhof. Het gebouw van de Landdag staat in de regeringswijk van Sankt Pölten (Landhausviertel) en werd in 1997 in gebruik genomen.
De deelstaatverkiezingen worden om de vijf jaar gehouden. Sinds 1945 is de christendemocratische ÖVP steevast de grootste partij in de Landdag van Neder-Oostenrijk geweest. Ook bij de recentste verkiezingen op 29 januari 2023 was dit het geval, al behaalde de ÖVP met 39,9% van de stemmen haar slechtste resultaat ooit. De zittende regeringscoalitie met de rechtspopulistische FPÖ en de sociaaldemocratische SPÖ, zoals die in 2018 was ontstaan, kon worden voortgezet. De volgende verkiezingen staan gepland in 2028.

## Bestuur
Het dagelijkse bestuur van Neder-Oostenrijk is de Landesregierung. Deze regering bestaat uit Landräte (vergelijkbaar met gedeputeerden of deputaties), voorgezeten door de Landeshauptmann of -Frau (vergelijkbaar met een gouverneur of een Commissaris van de Koning of Koningin van een Nederlandse provincie).

### Samenwerking ÖVP en SPÖ
Op 11 april 2013 maakten Erwin Pröll en Matthias Stadler, de voorzitters van de ÖVP respectievelijk de SPÖ van Neder-Oostenrijk, bekend dat de ÖVP en de SPÖ gingen samenwerken om ambitieuze plannen te realiseren en samen een regering zouden vormen. Matthias Stadler was behalve partijvoorzitter van de SPÖ ook burgemeester van St. Pölten. Erwin Pröll was sinds 1992 gouverneur ((de) : Landeshauptmann) van Neder-Oostenrijk. Op 24 april 2013 werd hij met 51 stemmen herkozen voor een zesde ambtsperiode. Hans Penz werd met 56 stemmen unaniem gekozen als eerste voorzitter van de landdag (Landtagspräsident).

### Regulering van de locaties voor windmolens in Neder-Oostenrijk
In 2014 maakte de ÖVP om de "wildgroei" van windmolens een halt toe te roepen een regionaal bestemmingsplan voor het plaatsen van windmolens, dat op 9 april 2014 gepresenteerd werd. De zones waarin windmolens geplaatst mogen worden omvatten 1,5 % van de oppervlakte van Neder-Oostenrijk. Windkracht levert momenteel 15 % van de stroom die Neder-Oostenrijk gebruikt.

### Gouverneurswisseling in april 2017
Gouverneur Erwin Pröll van de Neder-Oostenrijkse Volkspartij (VPNÖ) maakte op dinsdag 17 januari 2017 bekend dat hij zich bij de interne partijverkiezingen van de VPNÖ in maart 2017, niet als Parteiobmann (partijleider of -voorzitter) van de VPNÖ herkiesbaar zou stellen. Hij kondigde daarom aan dat hij in 2017 af zou treden als gouverneur van Neder-Oostenrijk, een ambt dat hij op dat moment bijna 25 jaar bekleedde, waarmee hij de langstzittende Oostenrijkse gouverneur was. Een commissie van de VPNÖ koos een dag later Johanna Mikl-Leitner als beoogde opvolgster van Erwin Pröll als partijvoorzitter van de VPNÖ en gouverneur van Neder-Oostenrijk. Ze zou dan de eerste vrouwelijke gouverneur van Neder-Oostenrijk worden (de eerste Landeshauptfrau). Op zaterdag 25 april 2017 werd Johanna Mikl-Leitner met 98,5 % van de stemmen verkozen tot nieuwe partijvoorzitter van de Neder-Oostenrijkse Volkspartij. Op 19 april 2017 kreeg ze 52 van de 56 stemmen en is ze Erwin Pröll als gouverneur (Landeshauptfrau) opgevolgd. Johanna Mikl-Leitner was van 21 april 2011 tot 21 april 2016 minister van Binnenlandse Zaken in de kabinetten Fayman I en II. Ze was door Michael Spindelegger (ÖVP) naar de nationale Oostenrijkse politiek gehaald. Erwin Pröll noemde dat "een aderlating voor Neder-Oostenrijk" en heeft haar in 2016 weer teruggehaald naar de regionale politiek van Neder-Oostenrijk.
Stephan Pernkopf werd op 19 april 2017 beëdigd als nieuwe plaatsvervangende gouverneur (Landeshauptfrau-Stellvertreter) van Neder-Oostenrijk. Ludwig Schleritzko (VPNÖ) trat als Landesrat, verantwoordelijk voor Financiën en Wegenbouw toe tot de regering van Neder-Oostenrijk.